# Jérôme Cousin
Jérôme Cousin (Saint-Sébastien-sur-Loire, 5 giugno 1989) è un ex ciclista su strada e pistard francese, è stato professionista dal 2011 al 2021.

## Carriera
Passato al professionismo nel 2011, l'anno seguente ha ottenuto la vittoria del Tour de Normandie. Successivamente, nel 2013 ha ottenuto una vittoria di tappa e un secondo posto nella classifica finale dell'Étoile de Bessèges.

## Palmarès

### Strada
- 2009 (dilettanti)

Boucles catalanes
- 2010 (dilettanti)

2ª tappa Circuit des Plages Vendéennes
1ª tappa Ronde de l'Isard d'Ariège (Tolosa > Saint-Gaudens)
Chambord-Vailly
- 2012 (Europcar, tre vittorie)

2ª tappa Tour de Normandie (Colombelles > Forges-les-Eaux)
Classifica generale Tour de Normandie
3ª tappa Rhône-Alpes Isère Tour (Saint-Maurice-l'Exil > Saint-Maurice-l'Exil)
- 2013 (Europcar, una vittoria)

3ª tappa Étoile de Bessèges (Bessèges > Bessèges)
- 2018 (Direct Énergie, una vittoria)

5ª tappa Parigi-Nizza (Salon-de-Provence > Sisteron)

#### Altri successi
- 2012 (Europcar)

Classifica a punti Rhône-Alpes Isère Tour
- 2013 (Europcar)

Classifica giovani Étoile de Bessèges

### Pista
- 2007

Campionati francesi, Inseguimento individuale Juniores
- 2008

Campionati francesi, Inseguimento individuale Under-23
Campionati francesi, Inseguimento a squadre (con Damien Gaudin, Fabrice Jeandesboz e Sébastien Turgot)
Trois jours d'Aigle (con Damien Gaudin)
- 2009

Campionati francesi, Inseguimento individuale Under-23
Campionati francesi, Inseguimento a squadre (con Damien Gaudin, Bryan Nauleau e Angélo Tulik)

## Piazzamenti

### Grandi Giri
- Tour de France

2013: 156º
2016: 121º
2018: 93º
2020: fuori tempo massimo (16ª tappa)
- Vuelta a España

2014: 78º
2015: 73º
2016: 129º

### Classiche monumento
- Milano-Sanremo

2013: ritirato
2014: ritirato
2016: ritirato
2019: 130º
- Giro delle Fiandre

2013: ritirato
2014: 94º
- Parigi-Roubaix

2013: ritirato
2014: ritirato
- Liegi-Bastogne-Liegi

2017: ritirato
- Giro di Lombardia

2014: ritirato